# آنا ديل
آنا ديل (بالإنجليزية: Anna Dale)‏ (1971، سوفولك في المملكة المتحدة)؛ كاتبة للأطفال، كاتِبة وروائية بريطانية.